# Upphärad
Upphärad är en tätort i södra delen av Trollhättans kommun och kyrkbyn i Upphärads socken. 
Upphärad ligger 18 km söder om Trollhättan, och är uppbyggt kring en numera nedlagd järnvägsstation på Bergslagsbanan. Här ligger
Upphärads kyrka.

## Befolkningsutveckling
| Befolkningsutvecklingen i Upphärad 1960–2020 | Befolkningsutvecklingen i Upphärad 1960–2020 | Befolkningsutvecklingen i Upphärad 1960–2020 | Befolkningsutvecklingen i Upphärad 1960–2020 | Befolkningsutvecklingen i Upphärad 1960–2020 |
| -------------------------------------------- | -------------------------------------------- | -------------------------------------------- | -------------------------------------------- | -------------------------------------------- |
|                                              |                                              |                                              |                                              |                                              |
| År                                           |                                              |                                              | Folkmängd                                    | Areal (ha)                                   |
| 1960                                         | 1960                                         |                                              | 410                                          |                                              |
| 1965                                         | 1965                                         |                                              | 399                                          |                                              |
| 1970                                         | 1970                                         |                                              | 411                                          |                                              |
| 1975                                         | 1975                                         |                                              | 455                                          |                                              |
| 1980                                         | 1980                                         |                                              | 610                                          |                                              |
| 1990                                         | 1990                                         |                                              | 661                                          | 59                                           |
| 1995                                         | 1995                                         |                                              | 625                                          | 59                                           |
| 2000                                         | 2000                                         |                                              | 593                                          | 59                                           |
| 2005                                         | 2005                                         |                                              | 571                                          | 59                                           |
| 2010                                         | 2010                                         |                                              | 588                                          | 59                                           |
| 2015                                         | 2015                                         |                                              | 572                                          | 77                                           |
| 2020                                         | 2020                                         |                                              | 552                                          | 76                                           |
|                                              |                                              |                                              |                                              |                                              |